# Миллер, Бенинь-Эмманюэль-Клеман
Бенинь-Эмманюэль-Клеман Миллер (1812—1886) — французский филолог.
С 1840 г. по 1845 г. был соиздателем «Revue de bibliographie analytique» (I—VI т.), в 1867 г. основал Association pour l’encouragement des études grecques. В 1848 г. издал указатель греческих рукописей Эскуриала; мелкие статьи его вошли в сборник «Mélanges de philologie et d’épigraphique» (1876).
Из других трудов его наиболее важны:
- «Recueil d’itinéraires anciens» (в сотрудничестве с Hase и Gerard, П., 1844),
- «Manuelis Philis carmina» (В., 1855—57),
- «Recueil des historiens grecs des croisades» (В., 1875—81)
- «La chronique de Chypre de Léon Machéras» (в сотрудничестве с Сафой, П., 1882).

Член-корреспондент СПб. АН c 07.12.1885 по историко-филологическому отделению (разряд классической филологии и археологии). В 1855 г. приобрел для Парижской национальной библиотеки португальский атлас 1519 г., который в 1897 г. в его честь назван «Атласом Миллера».